# The Siege of Monterey. A Poem

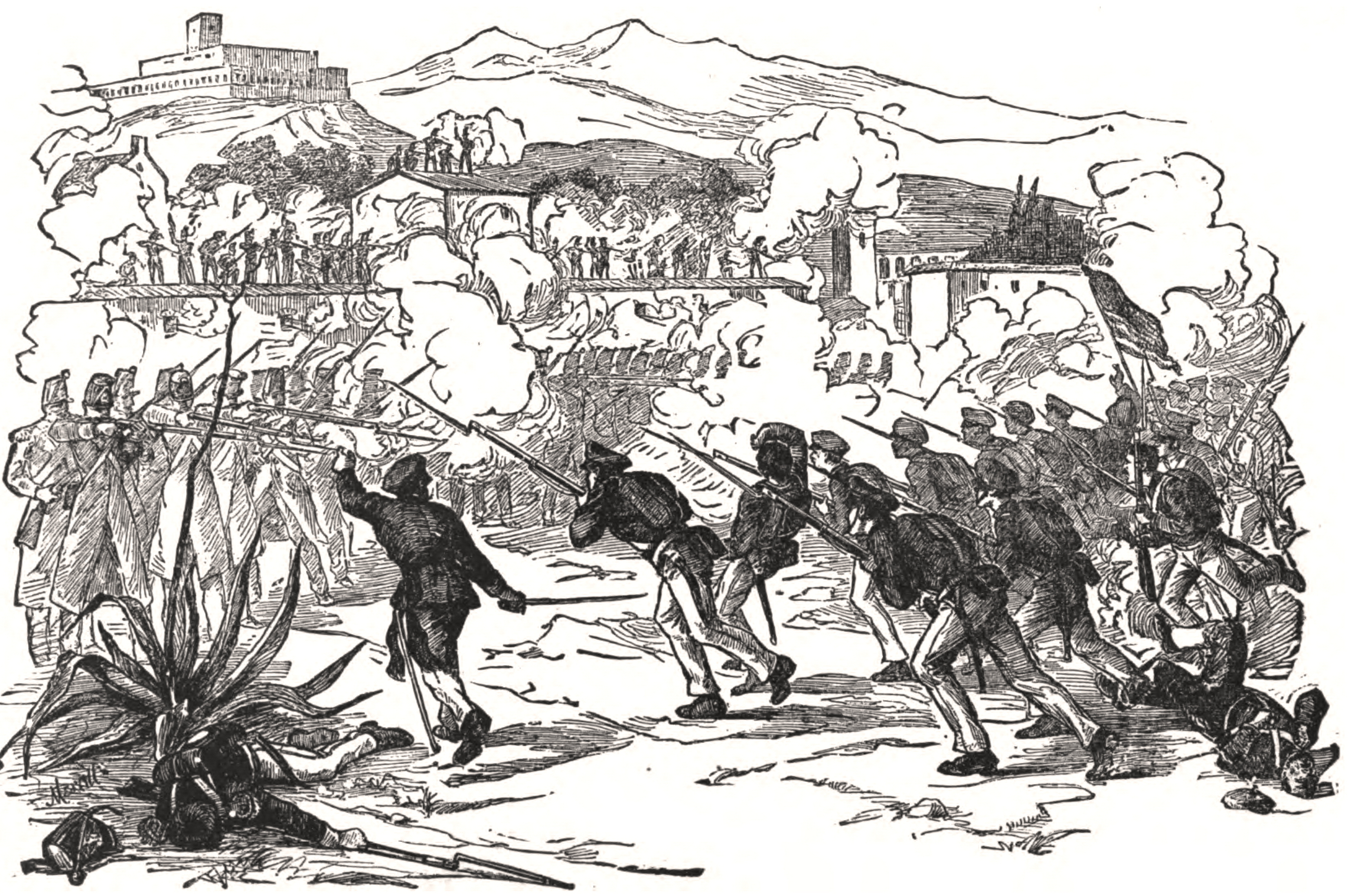
Epizod z bitwy pod Monterey

The Siege of Monterey. A Poem – poemat epicki dziewiętnastowiecznego amerykańskiego poety Williama Clarka Falknera, opublikowany w 1851. Utwór ukazał się własnym nakładem autora. Jest napisany strofą ośmiowersową. Opowiada o wojnie między Stanami Zjednoczonymi a Meksykiem, a konkretnie o bitwie pod Monterrey, która miała miejsce w 1846. Został oparty na wojennych doświadczeniach autora.
Come, ye tyrants and haughty kings.
Stoop and listen here to little things;
I seize my pen to write a little story
Of love, loar, blood, lust, and glory.
I will write of Taylor and his thunder —
How he filled earth with awe and wonder.
And all his gallant deeds, generally speaking —
How he became President without his seeking.